# Orizaba (Durango)
Orizaba es una localidad del estado mexicano de Durango. Es parte del municipio de Poanas. Fue fundada el 18 de octubre de 1934.

## Demografía
| Gráfica de evolución demográfica |
|                                  |

| Censo | Población |
| ----- | --------- |
| 1940  | 621       |
| 1950  | 829       |
| 1960  | 807       |
| 1970  | 958       |
| 1980  | 1 229     |
| 1990  | 1 311     |
| 2000  | 1 279     |
| 2010  | 1 452     |
| 2020  | 1 532     |